# Инхофер, Мельхиор

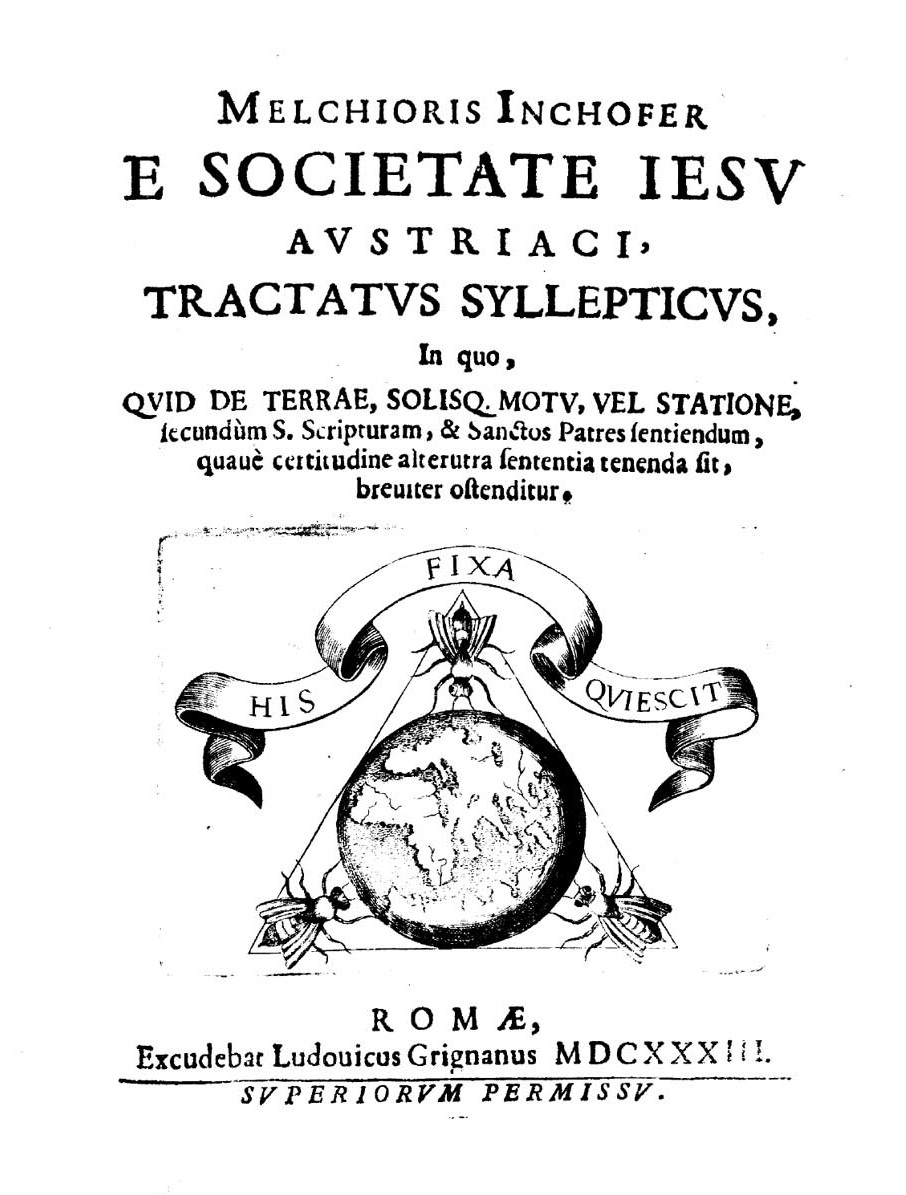
Tractatus syllepticus, 1633

Мельхиор Инхофер (нем. Melchior Inchofer; 1585, Вена — 28 сентября 1648, Милан) — учёный-иезуит.
Родом из Венгрии, поступил в орден в 1607 году, был преподавателем философии, математики и богословия в Мессине, затем членом римской Конгрегации пропаганды веры. Оставил несколько научных трудов по разным отраслям знаний; важнейшие: «Annales Ecclesiastici Regni Hungariae» (т. I, 1644) и «Historia (sacrae) latinitatis libri IV» (Милан, 1638). Инхофер считался автором сатиры «Monarchia Solipsorum» (Венеция, 1645), но папа Иннокентий X после расследования велел освободить Инхофера от подозрения; позже автор был обнаружен в лице экс-иезуита Юлия Климента графа Скотти (Giulio Clemente Scotti).